# Gérard Bertolini
Pour les articles homonymes, voir Bertolini.
Gérard Bertolini est un économiste français, spécialiste de la question des déchets.

## Carrière académique
Gérard Bertolini est membre du laboratoire d'analyse des systèmes de santé (LASS) du CNRS et président de l'APREDE (Applications de recherches en économie de l’environnement).
Auparavant, il a été directeur de recherche au CNRS, dans le laboratoire d’économie et économétrique de l’environnement de l’Université Claude Bernard Lyon I.
Il est l'un des pionniers de la rudologie en France et a publié une quinzaine d'ouvrages ainsi que de nombreux articles sur les déchets.

## Principales publications
- 1970 : Décharges : quel avenir?. Société Alpine de Publications.
- 1978 : Rebut ou ressource ? La socio-économie du déchet. Paris Éditions Entente, 152 p.[2].
- 1982 : Le papier en crise ?, Paris, Éditions Entente, 174 p.[3].
- 1991 : Homo Plasticus : Les plastiques, défi écologique. Sang de la terre.
- 1999 : Le papier à travers les âges : du premier âge au recyclage. Paris, L'Harmattan.
- 2000 : Le Minimalisme : Concept et pratique d'éco-consommation, Economica
- 2002 : Art et Déchet : Le Déchet, matière d'artistes,
- 2005 : Économie des déchets : Des préoccupations croissantes, de nouvelles règles, de nouveaux marchés. Paris, Éditions Technip.
- 2006 : Le déchet, c'est les autres. Paris, ERES.
- 2007 : La Poubelle et le recyclage, avec Claire Delalande et Nicolas Hubesch (illustrateur), Actes Sud junior, collection A petits pas
  - 2009 : (en) Rubbish And Recycling (Step-by-Step), Gecko Press,  (ISBN 1877467308)
- 2011 : Montre-moi tes déchets... L'art de faire parler les restes. Paris, L'Harmattan, 128 p.[4].